# Blîjnie, Djankoi
Blîjnie (în ucraineană Ближнє) este un sat în comuna Maiske din raionul Djankoi, Republica Autonomă Crimeea, Ucraina.

## Demografie
Componența lingvistică a localității Blîjnie
     Rusă (54,77%)
     Tătară crimeeană (33,01%)
     Ucraineană (10,51%)
     Alte limbi (0,24%)
Conform recensământului din 2001, majoritatea populației localității Blîjnie era vorbitoare de rusă (54,77%), existând în minoritate și vorbitori de tătară crimeeană (33,01%) și ucraineană (10,51%).